# 孟安明
孟安明（1963年7月—），男，四川大竹人，中国发育生物学家。现任清华大学生物科学与技术系教授、系副主任、系学术委员会主任、蛋白质科学教育部重点实验室主任。

## 生平
1983年本科毕业于西南农业大学，获学士学位，1990年毕业于英国诺丁汉大学遗传系，获博士学位。2007年当选为中国科学院院士。2008年，当选第十一届全国政协委员，代表教育界，分入第四十二组。2013年，当选第十二届全国政协委员。2018年1月，当选第十三届全国政协委员。